# Brachylomia elda
Brachylomia elda là một loài bướm đêm trong họ Noctuidae.